# Kim Bùi
Pour les articles homonymes, voir Bui.
Kim Bùi est une gymnaste artistique allemande, née le 20 janvier 1989 à Tübingen.
Elle a notamment obtenu une médaille de bronze aux barres asymétriques lors des Championnats d'Europe de 2011.

## Biographie

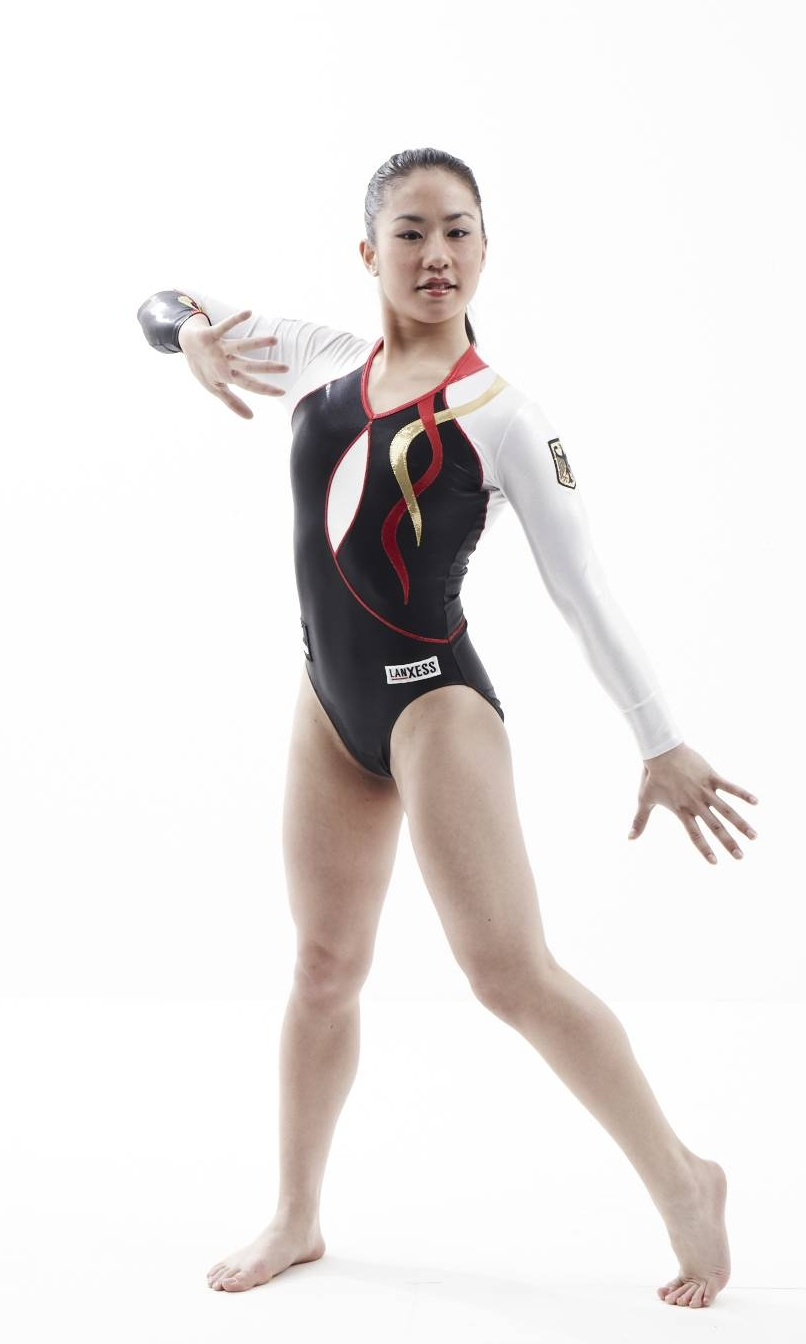
Kim Bùi en 2010.

Kim Ngan Bùi a des origines laotiennes du côté de son père et vietnamiennes du côté de sa mère.
Elle est remplaçante dans l'équipe d'Allemagne pour les Jeux olympiques de Pékin en 2008. En 2009, elle est invitée à participer à la prestigieuse American Cup, où elle gagne la médaille de bronze en concours individuel.
Lors des Championnats d'Europe de 2011, qui ont lieu dans son pays à Berlin, elle décroche une médaille de bronze aux barres asymétriques après avoir terminé 5e des qualifications.
Elle fait partie de la délégation allemande lors des Jeux olympiques de Londres en 2012, où elle ne se qualifie pour aucune finale. Elle participe ensuite aux Universiades de Kazan en 2013, où elle remporte deux médailles de bronze.
Lors des Universiades de Taipei en 2017, elle gagne la médaille d'argent aux barres asymétriques.
À nouveau sélectionnée lors des Jeux olympiques de Rio en 2016, elle y termine 6e par équipes mais ne parvient pas à se qualifier pour les finales individuelles.
Aux Championnats d'Europe de Cluj-Napoca en 2017, elle termine 4e au sol et 5e aux barres asymétriques et au concours général individuel.

## Palmarès

### Championnats d'Europe
- Berlin 2011

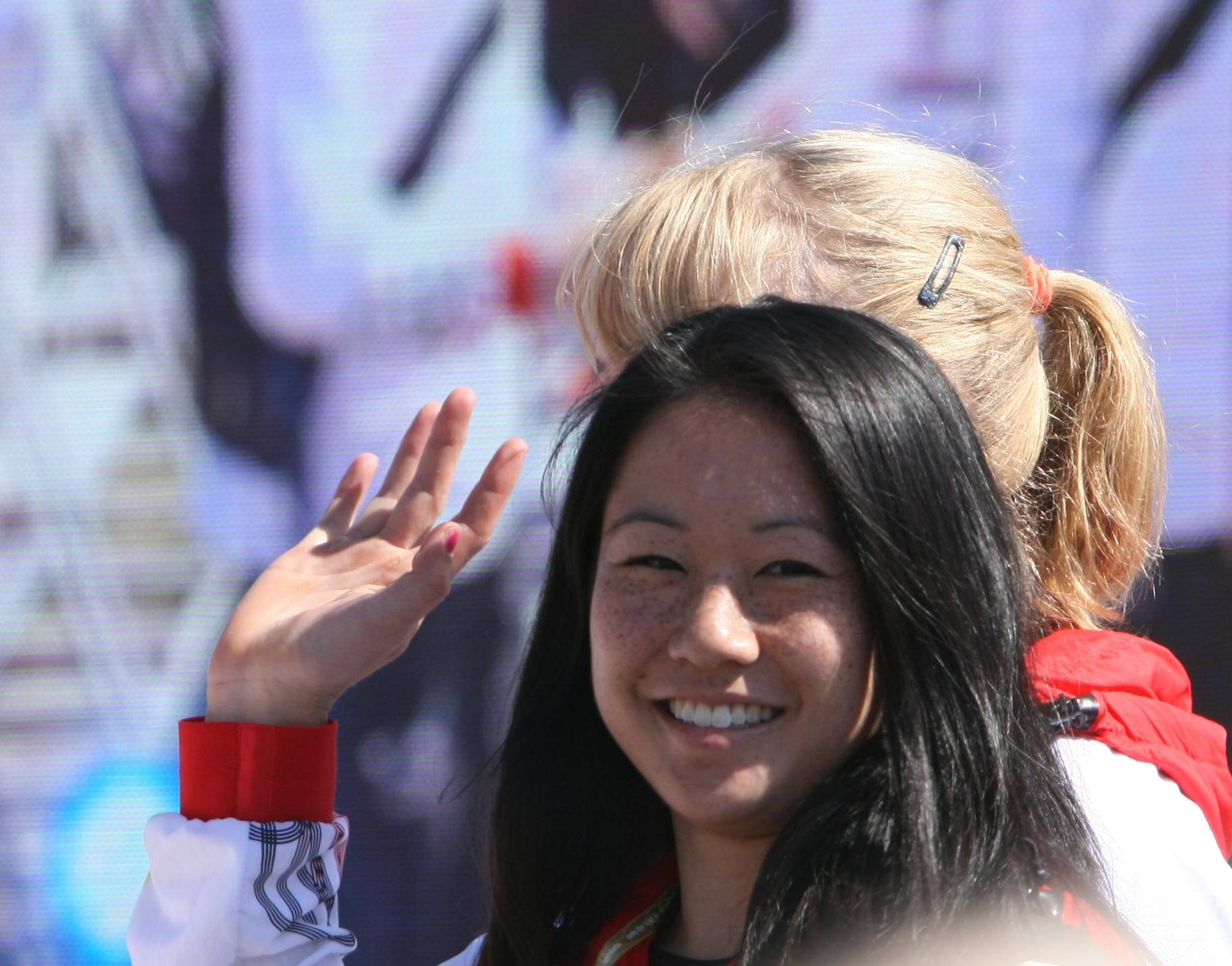
Kim Bùi en 2012.

  -  médaille de bronze aux barres asymétriques

- Sofia 2014
  - 7e aux barres asymétriques
  - 7e au saut de cheval

- Cluj-Napoca 2017
  - 4e au sol
  - 5e aux barres asymétriques
  - 5e au concours général individuel

- Munich 2022
  -  médaille de bronze au concours général par équipes

### Coupe du monde
- American Cup 2009 :
  -  médaille de bronze au concours général individuel

- Stuttgart World Cup 2013
  -  médaille de bronze en Team Challenge

- Cottbus World Cup 2014
  -  médaille d'argent au saut de cheval
  -  médaille d'argent au sol
  - 4e aux barres asymétriques

### Universiades
- Kazan 2013
  -  médaille de bronze au concours général individuel
  -  médaille de bronze au concours général par équipes
  - 4e aux barres asymétriques
  - 4e au sol
  - 8e au saut de cheval

- Taipei 2017
  -  médaille d'argent aux barres asymétriques